# Kuroshinju (Rose)
Die Rosensorte ‘Kuroshinju’ (von jap. für „schwarze Perle“, syn. ‘Black Pearl’, ‘Kuro-Shinjyu’) ist eine tief dunkelrote Teehybride, die 1989 von Seizo Suzuki gezüchtet und im gleichen Jahr in den japanischen Markt eingeführt wurde. Auf dem internationalen Markt wird die Rosensorte unter dem Namen ‘Black Pearl’ gehandelt.

## Ausbildung
Die aufrecht wachsende Rose ‘Kuroshinju’ bildet einen großen, kompakten Strauch aus. Die Rosenpflanze wird etwa 120 cm bis maximal 180 cm hoch und 60 bis 90 cm breit. Die hohen, zentrierten Rosenblüten der ‘Kuroshinju’ besitzen im juvenilen Stadium eine klassische Edelrosenform und sind meistens einzeln an den mäßig mit Stacheln besetzten Trieben angeordnet.
Die tief dunkelroten bis samtroten, etwa 12 cm großen, doppelt gefüllten Blüten werden aus etwa 26 bis 40 gebogenen Petalen gebildet, die sich in einem späteren Blütenstadium locker nach außen verbiegen und eine flache Blüte ausbilden. In der gelben Blütenmitte werden im späten Blütenstadium die leuchtend gelborangenen Staubgefäße sichtbar. Die Rose besitzt glänzende, dunkelgrüne, ledrige Blätter, die einen starken Kontrast zu den dunkelroten Blüten bilden. Die Rosensorte ‘Kuroshinju’ zeichnet sich durch einen äußerst dezenten Duft aus.
Diese remontierende Teehybride ist winterhart (USDA-Klimazone 6b bis 9b). Die Rose ‘Kuroshinju’ gedeiht auf einem gut durchlässigen, schwach sauren bis schwach alkalischen Boden an bevorzugt sonnigen Standorten. Die Rose ‘Kuroshinju’ blüht von Juni bis in den Herbst und ist äußerst resistent gegenüber den bekannten Rosenkrankheiten. Lediglich in feuchten Klimaten sind die Rosenpflanzen anfällig gegenüber Sternrußtau.
Die Rosensorte ‘Kuroshinju’ eignet sich hervorragend als Schnittblume. Sie wird jedoch auch zur Bepflanzung von formellen Blumenrabatten verwendet.
Die Rosensorte ‘Kuroshinju’ wird in zahlreichen Rosarien und Gärten der Welt, unter anderem in der Keisei Rose Nursery (Japan), im Rosaholic's Southern California Garden, im San Jose Heritage Rose Garden sowie im Cliff's High Desert Garden (alle Kalifornien) gezeigt. Die dunkelrote Teehybride gehört gemeinsam mit den Rosensorten 'Kagayaki', 'Olympic Torch', 'Kampai', 'Honju' oder 'Kosai' zu den international erfolgreichen Züchtungen des japanischen Rosenzüchters Seizo Suzuki.

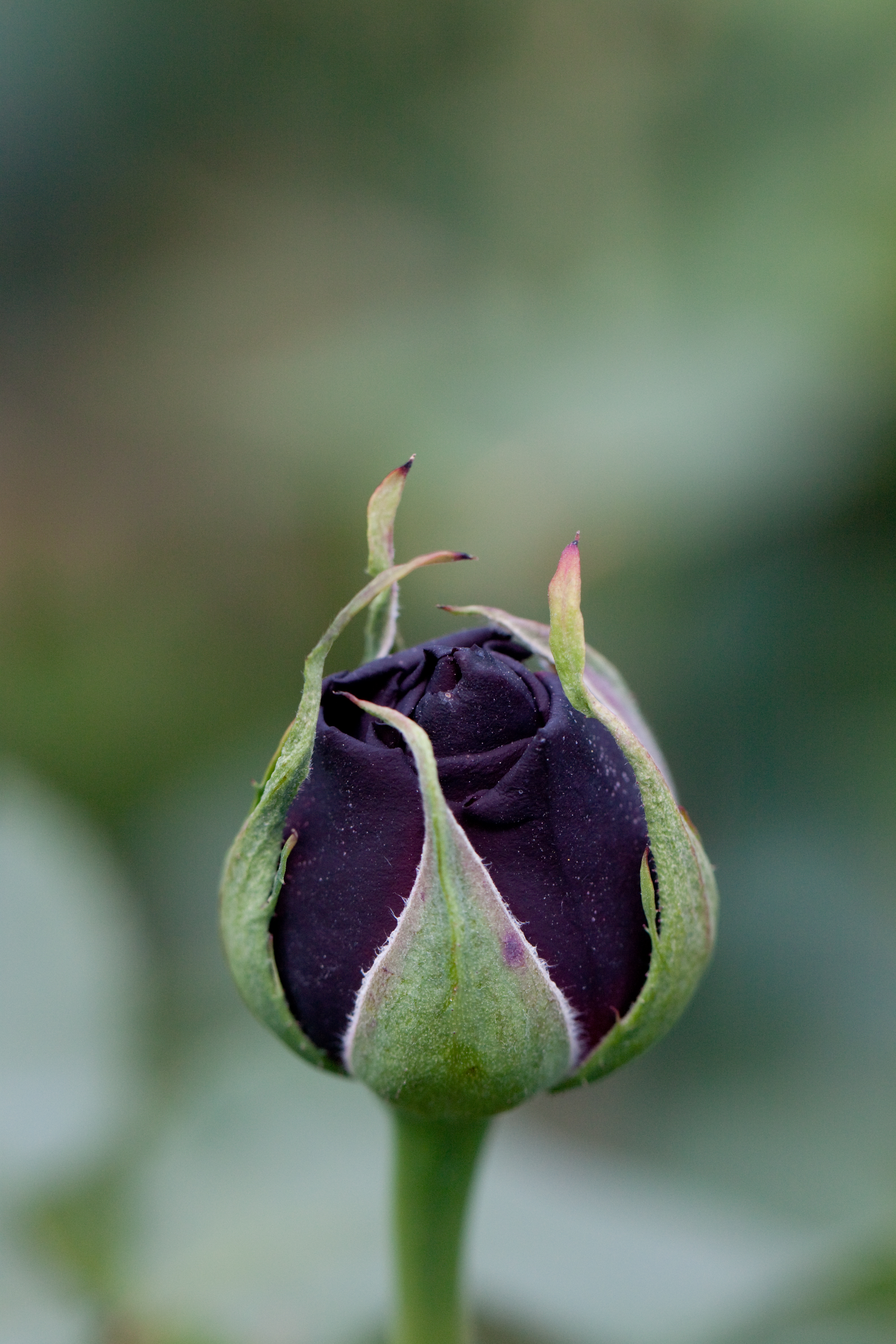
Knospe der ‘Kuroshinju’-Rose
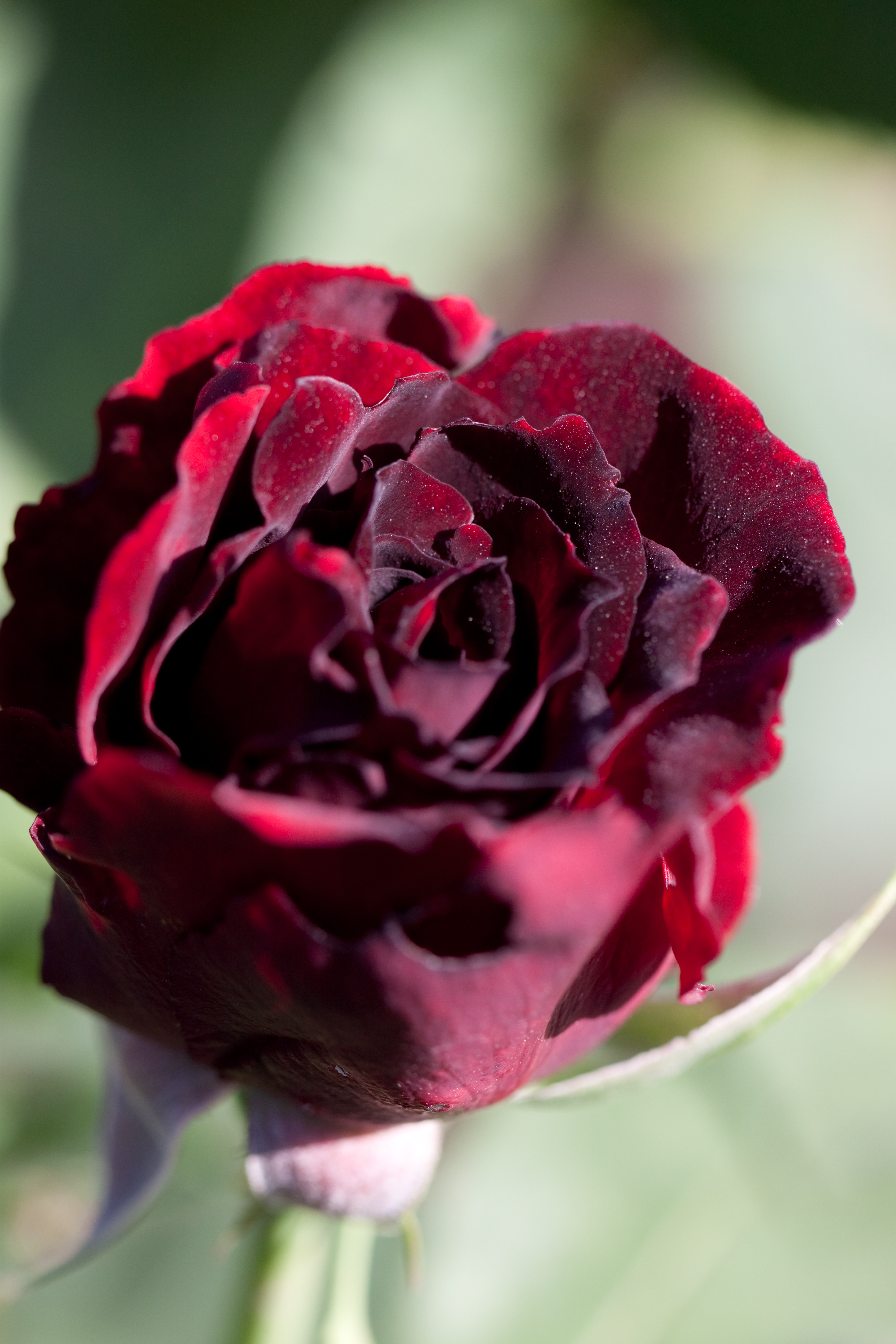
Halbgeöffnete Blüte
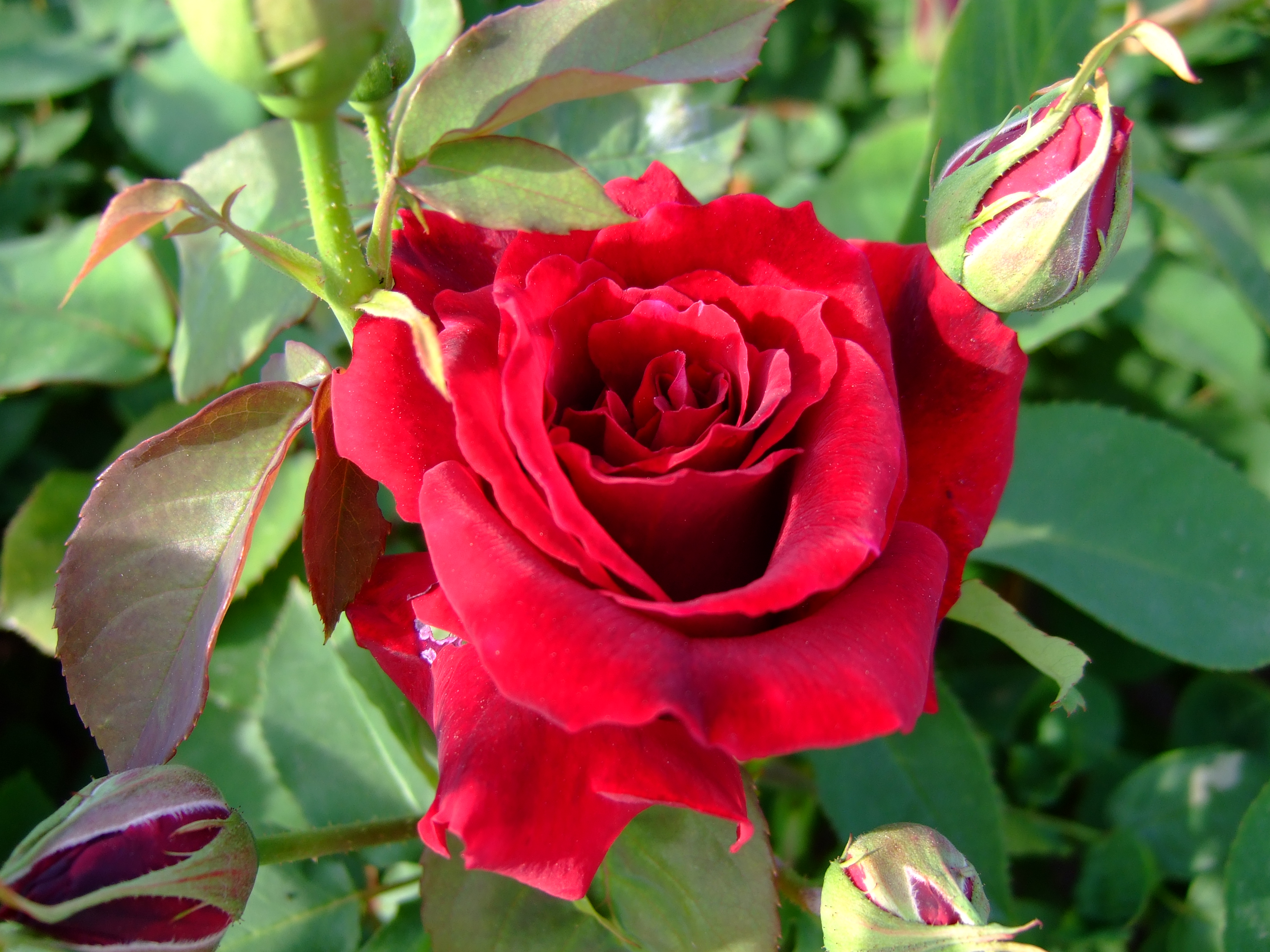
Fast vollständig geöffnete Blüte